# Ross Island (ö i Indien, Andamanerna och Nikobarerna, lat 11,67, long 92,77)
Ross Island är en ö i Indien.   Den ligger i unionsterritoriet Andamanerna och Nikobarerna, i den sydöstra delen av landet, 2 500 km sydost om huvudstaden New Delhi.